# باربرا كوفاتش
باربرا كوفاتش (بالمجرية: Kovács Barbara)‏ هي منافسة ألعاب القوى مجرية، ولدت في 26 يوليو 1993 في بيكيسكسابا في المجر.

## وصلات خارجية
- باربرا كوفاتش على موقع الاتحاد الدولي لألعاب القوى (الإنجليزية)
- باربرا كوفاتش على موقع اللجنة الأولمبية الدولية (الإنجليزية)
- باربرا كوفاتش على موقع أوليمبيديا (الإنجليزية)